# Sem (ägyptische Mythologie)
Sem (auch Setem) ist die Bezeichnung einer altägyptischen Totengottheit. 

## Hintergrund

### Altes Reich bis zur Spätzeit
Im Alten Reich wurde Sem mit dem Titel „Er soll sich niederlassen und der Reinigung der Verstorbenen zusehen“ verehrt. Im Mittleren Reich kam das Epitheton „Er bringt seine Feinde zu Fall“ hinzu. Zusätzlich ist Sem die Gottheit, die im Mittleren- und Neuen Reich den Verstorbenen „in das Horusauge einführt“ und im Neuen Reich mit der Gottheit Hor-Inmutef („Horus ist der Pfeiler seiner Mutter“) gleichgesetzt wurde. In der Spätzeit repräsentierte Sem die Gottheit Anubis.

### Griechisch-römische Zeit
In griechisch-römischer Zeit verschmolz Sem mit Thot und Anubis. Er ist ikonografisch als stehende Gottheit mit einem Pantherfellumhang dargestellt, wobei der Umhang von einer Tatze gehalten wird und sich der Name von Sem in Setem änderte. Als Setem-Thot „übergibt er das Haus seinem Herrn“. Aus dieser Zeit ist der Titel des Wab-Priesters Inpu-Neb-Dun-anwi belegt. 
In der Liturgie wird die Herstellung des Pantherfellumhangs für die Priester des Sem (Setem) beschrieben: Der Gott Seth verwandelte sich auf der Flucht vor Thot und Anubis in einen Panther, der von Anubis getötet und verbrannt wurde. Anschließend fertigte Anubis aus dem abgezogenen Fell des Panthers einen Umhang. Nachdem Anubis damit die Balsamierungshalle des Osiris betreten hatte, markierten die Wab-Priester das Pantherfell mit einem Brandmal. Der Setem-Priester sprach dazu die Worte „Seth ist hier“.